# Maria Gustafsson (orienterare)

För andra personer med samma namn, se Maria Gustafsson.  
Maria Gustafsson, född 16 mars 1967, är en svensk orienterare som tog VM-silver i stafett 1995.